# 賴斯縣 (堪薩斯州)
賴斯縣（英語：Rice County，簡稱RC）是美國堪薩斯州中部的一個縣。面積1,886平方公里。根據美國2000年人口普查，共有人口10,452人。縣治萊昂斯。
成立於1867年，縣政府成立於1871年8月18日，縣名紀念在美國內戰戰死的撒謬爾·A·賴斯准將 （Samuel A. Rice）。本縣為一禁酒的縣。